# Чандрапіда
Чандрапіда (*гінді चन्द्रपीड, д/н — 719) — самраат Кашмірської держави в 711—719 роках. У китайських хроніках відомий як Чжентолубілі та Чентоло Лопо-лі.

## Життєпис
Походив з династії Каркота. Старший син самраата Пратападітьї. При народженні отримав ім'я Ваджрадітья. 711 року спадкував владу. Змінив ім'я на Чандрапіда. Кальхана малює доброзичливий і доброчесний образ цього правителя.
713 року відправив посольство до танського імператора Сюань-цзуна з проханням про допомогу у зв'язку із захопленням 712 року арабським військом під орудою Мухаммада ібн Касіма Сіндського князівства, внаслідок чого мусульмани зайняли Мултан. Було укладено союз, а натомість Чандрапіда погодився на визнання Великими Патолшахами також зверхності Тан. Водночас надав притулок Джайс'я, синараджи Дахіра. При цьому фіксується прибуття до Кашміру сирійського біженця Ханіма (Хаміма), що став першим мусульманином в Кашмірі.
Був прихильником буддизму, який усіляко підтримував. У відповідь 719 року Чандрапіду внаслідок замаху було вбито брагманом. Трон спадкував його брат Тарапіда.